# Close to the Edge (àlbum de Yes)
Close to the Edge ("Vora el límit") és el cinquè àlbum d'estudi de la banda de rock progressiva anglesa Yes, publicat el setembre de 1972 per Atlantic Records. Mantenint la fórmula que els havia aconseguit tanta acceptació al seu treball anterior Fragile (1971), Yes començà a produir cançons de duració més extensa, pràctica que culminà en el ja mencionat Close to the Edge, un àlbum de tres peces de rock simfònic, amb el tema de 18 minuts homònim al disc ocupant la primera cara i amb les obres "And You And I" i "Siberian Khatru" a la segona. Al acabar el procés de gravació, el bateria del grup Bill Bruford es mostrà desinteressat amb l'estil i la manera de treballar de l'agrupació i l'abandonà per unir-se a la també banda de rock progressiu King Crimson.
L'àlbum, la composició del qual es dugué a terme amb els components "clàssics" de la banda (Jon Anderson a la veu, Chris Squire al baix, Steve Howe a la guitarra, Rick Wakeman als teclats i Bill Bruford a la bateria), tingué un èxit comercial i de la crítica incontestable. Arribà a la posició número 3 als Estats Units i a la 4 al Regne Unit. "And You And I" fou publicat com un single i aconseguí el lloc número 42 al rànquing Billboard Hot 100. Close to the Edge fou certificat disc de platí per la Recording Industry of America després de vendre més d'un milió de còpies.

## Llista de cançons
Cara 1
- Close to the Edge
Cara 2
- And You And I
- Siberian Khatru
 

## Personal
Yes – producció, arranjaments
- Jon Anderson – veu principal
- Steve Howe – guitarres elèctriques i acústiques, sitar elèctric, guitarra de dotze cordes, guitarra d'acer, guitarra portuguesa, cors
- Chris Squire – baix elèctric, cors
- Rick Wakeman – orgue Hammond, Minimoog, Mellotron, piano, RMI 368 Electra-Piano i Harpsichord, orgue a l'església St Giles-sense-Cripplegate
- Bill Bruford – bateria, percussió

Producció
- Eddy Offord – enginyer, producció
- Bill Inglot – productor de so, remastering
- Mike Dunne – cintes de so
- Roger Dean – disseny gràfic, fotografia
- Martyn Adelman – Fotografia
- Brian Lane – coordinador

## Certificacions
| Organització     | Nivell | Data                  |
| ---------------- | ------ | --------------------- |
| RIAA (EUA)       | Or     | 30 d'octubre de 1972  |
| RIAA (EUA)       | Platí  | 10 d'abril de 1998    |
| CRIA (Canadà)    | Or     | 1 de desembre de 1976 |
| CRIA (Canadà)    | Platí  | 1 de desembre de 1977 |
| BPI (Regne Unit) | Or     | 5 de desembre de 1984 |
| BPI (Regne Unit) | Platí  | 5 de desembre de 1984 |